# اشرف پهلوی
اَشرَف‌المُلوک پهلوی، (۴ آبان ۱۲۹۸ – ۱۷ دی ۱۳۹۴)، که تا پیش از انقلاب ۱۳۵۷ با لقب سلطنتی والاحضرت شاهدخت اشرف پهلوی از او نام برده می‌شد، شاهزاده و دیپلمات ایرانی بود. او فرزند رضاشاه و خواهر دوقلوی محمدرضا پهلوی بود و به عنوان رئیس کمیسیون حقوق بشر سازمان ملل متحد و کمیسیون حقوق زنان سازمان ملل متحد فعالیت کرده بود و از فعال‌های حقوق زنان در ایران بود. وی در بهار سال ۱۳۲۵ نقش مهمی در ترغیب ژوزف استالین به خروج ارتش سرخ از آذربایجان ایران داشت. از اشرف پهلوی، همچنین به عنوان یکی از عوامل مؤثر جریان کودتای ۲۸ مرداد و سقوط محمد مصدق نام برده شده است. وی همچنین نقش مهمی در تأسیس سازمان خدمات اجتماعی و سازمان زنان ایران داشت. او روز پنجشنبه ۱۷ دی ۱۳۹۴ در ۹۶ سالگی در منطقه مونت‌کارلو، شاهزاده‌نشین موناکو درگذشت.
اشرف پهلوی سه بار در طول زندگی تبعید شد؛ نخستین تبعید او در کنار پدرش رضاشاه به موریس ، دومین تبعید او در زمان محمد مصدق  و سومین تبعید او پس از انقلاب سال ۱۳۵۷ بود.

## اوایل زندگی

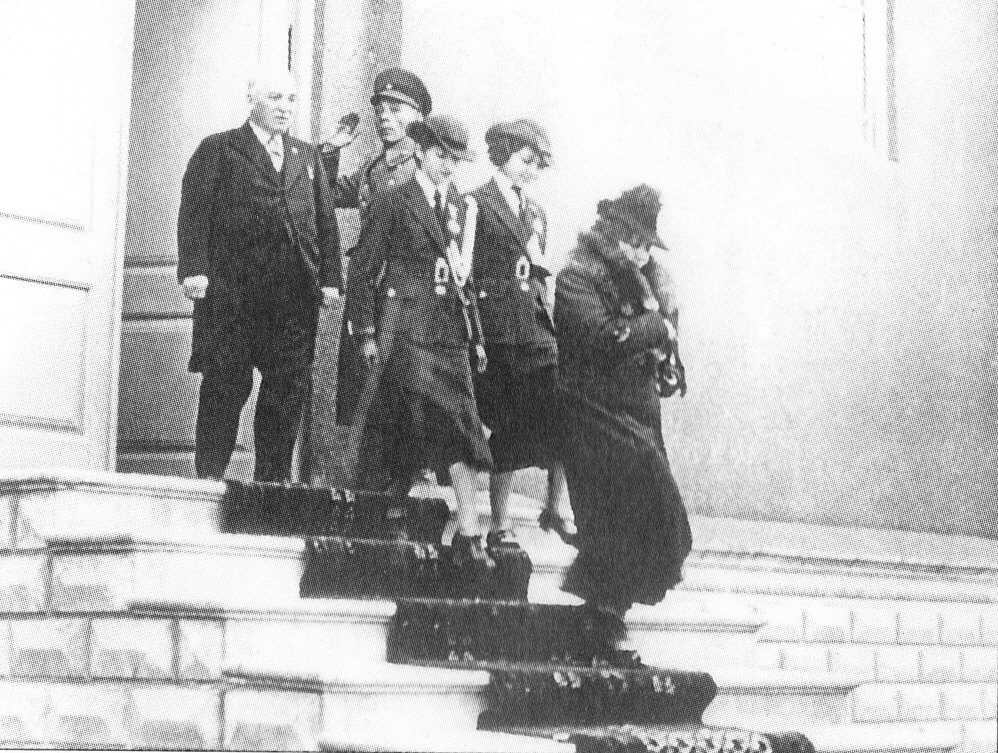
در روز ۱۷ دی ۱۳۱۴ تاج‌الملوک آیرُملو، همسر رضاشاه و دخترانشان شمس و اشرف بدون حجاب به دانشسرای تربیت معلم رفتند. این نخستین‌بار بود که خانوادهٔ شاه بدون حجاب و روبنده در مجمعی عمومی ظاهر می‌شدند. از نزدیکان رضاشاه نقل شده است که فرمان کشف حجاب برای رضاشاه دردآور بود، اما برای اعتلای زنان ایرانی این فرمان را ضروری می‌دانست.

شاه‌دُخت اشرف پهلوی در حین سخنرانی در مقام ریاست کمیسیون حقوق بشر سازمان ملل متحد در اسفند ۱۳۴۷ خورشیدی.

اشرف پهلوی خواهر دوقلوی محمدرضا پهلوی به عنوان یکی از چهره‌های تأثیرگذار در دربار پهلوی، چهارم آبان ۱۲۹۸، پنج ساعت پس از محمدرضا در تهران به دنیا آمد. نام اصلی وی زهرا است که پس از به سلطنت رسیدن پدرش، رضاشاه، به اشرف‌الملوک ملقب شد. مادرش ملکه تاج‌الملوک از خانواده‌های نظامی مهاجری بود که پس از انقلاب بلشویکی روسیه از آذربایجان به ایران آمده بودند. اشرف دارای چهار خواهر و برادر تنی (شمس، محمدرضا پهلوی، علیرضا) و شش خواهر و برادر ناتنی (همدم السلطنه، فاطمه، غلامرضا، عبدالرضا، احمدرضا، محمودرضا، حمیدرضا) از سه همسر دیگر رضاشاه بود.

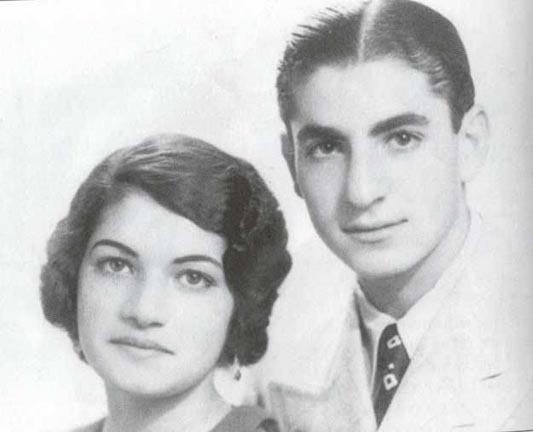
اشرف پهلوی به همراه محمدرضا شاه پهلوی در سال ۱۳۱۷

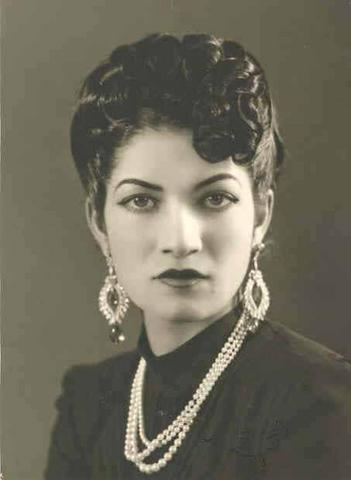
شاهدخت اشرف پهلوی در دوران جوانی

در شش سالگی اشرف، با به سلطنت رسیدن پدرش زندگی کاخ‌نشینی این خانواده آغاز شد. اشرف‌الملوک برادر خویش را والاحضرت خطاب می‌کرد و صد تومان مقرری ماهانه از رضاشاه دریافت میکرد و به اسب سواری و اتومبیل به خصوص از نوع آمریکایی  علاقه‌ داشتند .
اشرف تحصیلات خود را در مدرسه دخترانهٔ زرتشتی‌ها گذراند و زبان فرانسه را از معلم خانوادگی دربار، مادام ارفع فراگرفت و اولین آشنایی‌ اشرف با غرب نیز از تعاریف مادام ارفع در همین‌جا شکل گرفت.
اولین سفر وی به اروپا در سال ۱۳۱۲ برای دیدار ولیعهد در سوئیس رخ داد که به‌دلیل علاقه‌مندی شدید به زندگی در اروپا و نیز تحصیل، از پدر تقاضای ماندن در کنار برادر جهت ادامهٔ تحصیلات کرد که به دلیل عدم اجازه رضاشاه پس از مدتی به ایران بازگشت.
خانوادهٔ رضاشاه و از جمله اشرف از نخستین افرادی بودند که بنابر تصمیم رضاشاه بر تغییر الگوی ایرانی بر اساس غرب، به صورت بی‌حجاب در مراسم جشن فارغ‌التحصیلی دانشسرای عالی در ۱۳۱۴ شرکت جستند. رضاشاه به هنگام خروج از کشور و نیز در تبعید همواره به اشرف تأکید می‌کرد که در کنار برادر خویش مانده و مراقب وی در امر سلطنت باشد.

## سیاست

### فعالیت‌های سیاسی بین‌المللی و حقوق بشری

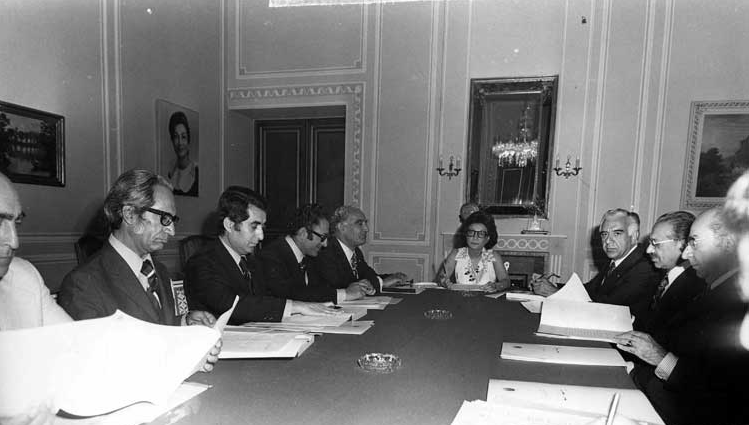
جلسه‌ای با حضور اشرف پهلوی، علی‌اشرف احمدی، محمدصفی اصفیا، منوچهر اقبال، عبدالرضا انصاری، مجید رهنما، عبدالحسین سمیعی و عبدالمجید مجیدی

اشرف پهلوی ریاست کمیته ایرانی حقوق بشر و ریاست هیئت نمایندگی سیاسی ایران در مجمع عمومی سازمان ملل متحد را پس از سال ۱ ۳۴۵برعهده داشت و در پی دستیابی به مقام دبیر کلی سازمان ملل نیز بود که بدان نائل نشد. او در سال ۱۹۶۵ به ریاست کمیسیون سالانه حقوق بشر سازمان ملل متحد رسید و یکی از سه زنی است که از سال ۱۹۴۸ تاکنون این مقام را بر عهده داشته است.
در زمان تصویب اعلامیه جهانی حقوق بشر در سال ۱۹۴۸، کشورهای غربی نقش مسلط را در تدوین آن داشتند ولی با بروز استعمارزدایی توازن قوا در سازمان ملل به سوی کشورهای غیرغربی جابه‌جا شد و این کشورها خواسته‌های خود را در خصوص اعلامیه پی می‌گرفتند. اشرف در مقام رئیس این کمیسیون سخنگویی مطمئن، سرسخت و پرتکاپو برای جهان سوم بود. با وجود شیوه زندگیش، همبستگی او با جنوب جهانی محرومیت زده بود. بیست سال پس از تصویب اعلامیه جهانی حقوق بشر، نخستین کنفرانس بین‌المللی حقوق بشر سازمان ملل متحد در سال ۱۹۶۸ در تهران برگزار شد و اشرف ریاست این کنفرانس را برعهده داشت. شاه و اشرف شدیداً منتقد اعلامیه حقوق بشر بودند و خواستار این بودند که در آن اصلاحاتی صورت گیرد تا بر توسعه اقتصادی تأکید بیشتری صورت گیرد و حقوق مدنی و سیاسی در آن تقلیل یابد. او در سخنرانی افتتاحیه خود اعلامیه حقوق بشر را دست‌سازی نامربوط از یک عصر سپری شده تصویر کرد و قویا پیشنهاد کرد که سند جدیدی برای رسیدگی به نیازهای یک نظم پخته پسااستعماری مورد نیاز است. پس از کنفرانس تهران، اشرف جایگاه خود را به عنوان مبشر ایدئولوژی جدید حقوق جهان سوم مستحکم کرد. همچنان که النور روزولت چهره نمادین فاز اول سازمان ملل بود، اشرف نماد یک سازمان ملل شدیداً متفاوت و یک مفهوم شدیداً تجدیدنظر شده از حقوق بشر بود. او در یک سخنرانی در مجمع عمومی در سال ۱۹۷۷، «کشورهای معینی که گرایش دارند به دیگران در خصوص حقوق مدنی و سیاسی درس بدهند» را شدیداً مذمت کرد. او بر گسل سیاسی «شمال جنوب» به عنوان بنیادی‌ترین تقسیم‌بندی در برنامه سازمان ملل تأکید کرد و نتیجه گرفت که غرب «واقعیت‌های جهان را که متعلق به آنها نیست» را از یاد برده است. به گفته او «حقوق فردی» ناز و نعمتی است که «جنوب» جهانی استطاعت آن را ندارد. او استدلال کرد «در حالی که کشورهای غربی بر حقوق فرد تأکید می‌کنند کشورهای در حال توسعه به فکر حقوق همه مردمان اند.» حقوق دیگر جهان شمول نیستند، چرا که «شمال» و «جنوب» در یک جهان به سر نمی‌برند.
اشرف ریاست کمیته رابط مشورتی بین‌المللی یونسکو برای بی سوادی را بر عهده داشت.
اشرف در راستای این خدمات اجتماعی و در واقع انجام برخی مذاکرات سیاسی و… به دعوت صلیب سرخ به کشورهای مختلفی سفر کرد؛ از جمله سفر به شوروی در بهار ۱۳۲۵ با عنوان بازدید از بیمارستان‌های روسیه و ملاقات با استالین، سفر به انگلستان، سوئد، آمریکا، هندوستان، پاکستان، چین، کره شمالی و کشورهای آفریقایی که عمدتاً بعد از کودتای ۲۸ مرداد ۱۳۳۲ بود. او در این سفرها با بسیاری از سیاست‌مداران از جمله بوتو، جواهر لعل نهرو، گاندی، استالین، مارشال تیتو، هایلا سلاسی، جان اف کندی، چائوشسکو و سوهارتو دیدار داشت.
در سال ۱۹۷۷، یک شب که اشرف پس از قمار در کازینویی در کن، جنوب فرانسه، به خانه برمی‌گشت دو مرد مسلح با تفنگ‌های نیمه خودکار به رولزرویس او آتش گشودند که باعث مرگ ندیمه و زخمی شدن راننده او شد. اما به خود اشرف آسیبی نرسید.
اشرف پهلوی بر این باور بود که ناآرامی انقلاب «در خلال یک هجوم خبری مستمر، توسط بی‌بی‌سی بر ضد شاه صورت گرفت که تقریباً همانند حَملاتی که چند دهه قبل بر ضد پدرم انجام‌شد.»

### فعالیت‌های زنان
اشرف پس از ازدواج با احمد شفیق در ۱۳۲۲، بنیاد خدمات اجتماعی را راه‌اندازی کرد. در اواخر ۱۳۲۶ سازمان شاهنشاهی خدمات اجتماعی تحت ریاست محمدرضا و نیابت اشرف احداث شد. شورای عالی جمعیت زنان ایران نیز در اسفند ۱۳۲۷ به ریاست اشرف تشکیل شد. وی همچنین ریاست جمعیت زنان صلح‌جو، سازمان زنان، کمیسیون مقام زن وابسته به سازمان ملل متحد و نیابت ریاست کمسیون مبارزه با بیسوادی در ۱۳۴۲ را برعهده داشت. او عضو مادام العمر و فعال در شورای بین‌المللی زنان بود.
اشرف پهلوی به عنوان عضوی از هیئت حاکمهٔ ایران در اعمال برخی تغییرات در قوانین مربوط به زنان از جمله قانون حمایت از خانواده نقش مهمی داشت. در اسفندماه ۱۳۳۷، شورای عالی جمعیت‌های زنان ایران به ریاست اشرف پهلوی تأسیس شد. این شورا با اتحاد ۱۷ جمعیت مبارزه زنان موجود در کشور و با شرکت ۵۰ عضو مؤسس به فعالیت پرداخت. پس از مدتی این شورا به عضویت شورای بین‌المللی زنان درآمد و به تطبیق فعالیت‌های جمعیت‌های زنان در نقاط مختلف پرداخت. این شورا پس از هشت سال فعالیت، به دلیل عدم موفقیت منحل شد. از سال ۱۹۶۱ به بعد، اشرف ریاست همه کنش‌گری‌های رسمی زنان مورد حمایت دولت را برعهده داشت. سازمان زنان ایران که اشرف آن را در نوامبر ۱۹۶۶/ ۱۳۴۵ تأسیس کرد، مهم‌ترین سازمان مربوط به حقوق زنان در عصر پهلوی بود. با این که ساختار سازمان زنان به وضوح نشان دهنده خویشاوندسالاری و وابستگی به شاه است، این سازمان بهبودهای بسیاری را برای زنان در ایران پیاده کرد. اساس آن بر پایه انجام اهداف مربوط به اصلاحات ارضی و انقلاب سفید شاه قرار داشت. اشرف می‌خواست یک سازمان واحد جایگزین همه دیگر انجمن‌های زنان شود. ۵۵ انجمن موجود زنان خود را در این سازمان ادغام کردند. اشرف قصد خود را ایجاد برابری بین جنسیت‌ها اعلام کرد. سازمان زنان در بهبود چهره بین‌المللی حکومت ایران و تبلیغ ارتقاها در حقوق و جایگاه زنان ایران نقش اساسی داشت. اشرف یک چک دو میلیون دلاری برای کمک سازمان زنان به برنامه‌های زنان سازمان ملل داد و متعهد به حمایت بیشتر از آن شد.

### کودتای ۱۳۳۲
وی در اکتبر ۱۹۵۱ شش ماه پس از این که مصدق به نخست‌وزیری رسید به‌خاطر این که مصدق فکر می‌کرد در حال توطئه با نمایندگان و سیاستمداران ضد مصدق است از کشور تبعید شد و به فرانسه رفت. وقتی کرمیت روزولت و جورج کارول در ژوئیه ۱۹۵۳ به تهران اعزام شدند، از طریق دفتر رشیدیان اولین گام‌ها برای برقراری تماس بین اشرف که در آن زمان در اروپا بود و کودتاچیان برداشته شد. رشیدیان ترتیب ملاقات اشرف پهلوی و دو نماینده سیا را داد. رشیدیان در ۱۵ ژوئیه در ریویرای فرانسه با اشرف که در این زمان در حال قمار در کازینوهای دوویل بود دیدار کرد و به او گفت «آمریکا و بریتانیا عمیقاً نگران وضعیت ایران هستند و طرحی برای حل مشکل و نفع رسانی به شاه تدوین کرده‌اند.» رشیدیان به اشرف اطلاع داد کمک او برای عملیاتی شدن طرح، مورد نیاز است و او باید با یک آمریکایی و یک انگلیسی دیدار کند تا او را در جریان قرار دهند. آنها اشرف را متقاعد کردند به تهران برگردد. او با نورمن داربی‌شایر، قائم‌مقام مونتی وودهاوس در ام‌آی۶ و استیون مید، یه افسر جوانتر نیروی هوایی آمریکا دیدار کرد. این دو پاکتی به اشرف دادند که قرار بود او پس از رسیدن به تهران به برادرش بدهد. کار او اطلاع دادن به شاه در مورد طرح و تضمین کردن مشارکت او بود. اشرف در ۲۵ ژوئیه به تهران پرواز کرد و تضمین کرد که اولین عملیات مشترک سیا، اس آی اس و شبکه‌های ایرانیان مثمر ثمر خواهد بود. اما اشرف در تهران هنوز عنصر نامطلوب شمرده می‌شد و ورود او شک برانگیز شد. مقامات جلوی دیدار او با شاه را گرفتند و پنج روز بعد او را به اروپا پس فرستادند، اما او فرصتی یافت تا پاکت را به زن برادرش، ملکه ثریا، بدهد. بدین ترتیب اشرف پیام آور، برنامه ریزان خارجی شد، و برادرش را جریان کودتای قریب‌الوقوع به نفع او قرار داد. مشخص نیست سیا همچنان به یاری اشرف اتکا کرده باشد. به نوشته یک روزنامه در اوایل اوت هندرسن، اشرف و الن دالس همگی همزمان در سوئیس بوده‌اند. شاهد دیگری که قویاً مؤید همکاری نزدیک اشرف با آمریکایی‌هاست یک مکالمه تلفنی در اواخر ژوئیه بین برادران دالس است که در آن جان فاستر از الن دربارهٔ این طرح می‌پرسد، و او جواب می‌دهد شاه جوان ممکن است در لحظه آخر پا پس بکشد ولی خواهرش پذیرفته که برود.

## تبعید و مرگ
اشرف پهلوی که در سازمان ملل کار می‌کرد در اوت ۱۹۷۸ (مرداد ۱۳۵۷)، بر سر راه خود به اتحاد شوروی برای شرکت در یک کنفرانس سازمان بهداشت جهانی در ایران توقف کرد که آخرین حضور او در ایران بود. شاه به او اصرار کرد که ایران را ترک کند. اشرف پهلوی با حمایت خود بانی تأسیس بنیاد مطالعات ایران بود.
او دارای ثروت تخمینی ۷۰۰ میلیون دلار بود. او به هنگام مرگ ۵٫۶ میلیون دلار پول نقد در بانک، جواهراتی با ارزش ده‌ها میلیون دلار و املاکی در فرانسه، کالیفرنیا، کلرادو، نیویورک و سینت مارتن در کارائیب داشت. پس از تبعید به آمریکا، اشرف در ویلایی در ژوان لوپن در نیس فرانسه و منزل خود در شماره ۲۹ بیکمن پلیس در منهتن، نیویورک سیتی اقامت داشت.
اشرف پهلوی در ۱۷ دی ماه ۱۳۹۴ خورشیدی در منطقه مونت‌کارلو واقع در شاهزاده‌نشین موناکو در سن ۹۶ سالگی و به دلیل کهولت سن به مرگ طبیعی درگذشت. رضا پهلوی در صفحه رسمی خود در فیسبوک با اعلام این خبر نوشته است:
از درگذشت عمه عزیزم شاهدخت اشرف پهلوی بسیار متأثر و متألم شدم. خاطرات بسیاری از دوران کودکی تا به امروز از ایشان برایم به یادگار مانده است.» خسرو اکمل مدیر سابق تشریفات دربار شاه در گفتگو با بی‌بی‌سی تأیید کرد که اشرف پهلوی بعد از ظهر پنجشنبه به وقت محلی به دلایل طبیعی درگذشت. او از بیماری آلزایمر رنج می‌برد.
مراسم تدفین اشرف پهلوی، روز پنج شنبه ۲۴ دی ۱۳۹۴ در گورستان موناکو برگزار شد. در مراسم تدفین او اعضایی از خاندان پهلوی همچون فرح پهلوی، غلامرضا پهلوی و منیژه جهانبانی (همسر غلامرضا پهلوی) شرکت‌داشتند.

## اتهام‌ها

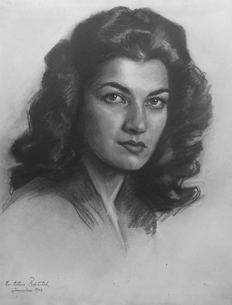
تمثال اشرف پهلوی در سال ۱۹۴۰

اشرف پهلوی بیش از هر زنی در تاریخ معاصر ایران، «سوژه جوک‌های جنسی، متهم به بی‌بند و باری و حتی خیانت به منافع ملی» بوده است. در برخی موارد، دشمنی‌های سیاسی، اغراق و تمسخر در ایراد اتهامات و شایعات نقش داشته‌اند، اما هیچ‌گاه سندی رسمی برای صحه نهادن بر این شایعات منتشر نشد.

### اتهام به فساد مالی
اشرف نماد بسیار مشهود فساد حکومت شده بود. در کتاب خاطرات اسدالله علم، وزیر دربار شاهنشاهی آمده که ارتشبد فتح‌الله مین باشیان، در جلسه‌ای با وزیر دارایی پیشنهاد داده بوده که کمک مالی که به افسران ارتش می‌شده تا برای مداواهای خاص به خارج بروند افزایش یابد و در بحث بر سر این قضیه گفته بوده: «این کار اگر با هزینه‌های مراسم‌ها، جشن‌ها و فسق و فجور والاحضرت اشرف مقایسه شود، مثل قطره‌ای در اقیانوس است».
شوکراس به نقل از پرویز راجی، آورده است که در هنگام انقلاب، شاه از خواهرش اشرف خواسته بود که کشورش را ترک کند، چرا که او به سمبل فساد و زیاده‌خواهی‌های خاندان پهلوی مبدل شده بود. دیوارها و کف اتاق‌های کاخ او که اخیراً نوسازی و تزئین شده بودند، کاملاً خالی شدند. قالی‌ها و تابلوها بسته‌بندی شده و به یکی از خانه‌های اشرف (شاید در ژوان‌له‌پن، شاید به خانهٔ پسرش، شهرام در لندن، شاید به جزیرهٔ متعلق به او در سیشلز) منتقل شده باشد. پسر دیگرش، در یکی از شب‌های اکتبر ۱۹۷۸ که در کاخ مادرش شام را صرف می‌کرد، رو به تابلویی که هنوز به دیوار آویخته بود گفت: «این یکی را فراموش کرده‌اند بردارند».
اردشیر زاهدی، وزیر امور خارجهٔ امیرعباس هویدا، گفته بود که نخست‌وزیر وقت با پرداخت مبلغ ۳۵۰ هزار دلار برای مخارج شخصی به شاهدخت اشرف، موافقت کرده بوده. زاهدی، اشرف پهلوی را متهم کرده بود که می‌خواسته یکی از معشوقان خود را به جلسات سازمان ملل ببرد و این معشوق برای همراهی در چنین سفری، سیصد هزار دلار درخواست داشته است.
سیا در گزارشی دربارهٔ فساد خاندان پهلوی می‌نویسد: «اخیراً رئیس یکی از بزرگ‌ترین بانک‌های ایران به یکی از مقامات سفارت گفته که چندی پیش، توجه شاه را به یکی از معاملات اشرف جلب کرده ‌بود. گفته بود اگر جزئیات این معامله علنی شود، بازتاب منفی خواهد داشت. شاه به این گزارش توجهی نکرد. رئیس بانک می‌گفت اگر کسی دیگر جز اشرف این کار را کرده بود، ده سال حبس‌می‌کشید».
شهرام، پسر ارشد شاهدخت اشرف، در آن روزها به عنوان دلال و کار چاق‌کن شهره بود. سازمان سیا معتقد بود، شهرام در برخی زمینه‌ها، راه مادرش را دنبال می‌کند و در تهران به عنوان کار چاق‌کن شهرت بدی پیدا کرده و در حدود بیست شرکت مختلف صاحب سهم بوده. بی‌پرواترین و خائنانه‌ترین کار او فروش آثار ملی و عتیقه‌های مملکت بود.»
به سال ۱۹۷۹ نیویورک تایمز گزارش داد که سندی مورخ ۱۷ سپتامبر ۱۹۷۸ از دفتر اشرف پهلوی هست که درخواست انتقال ۷۰۸ هزار دلار از حساب شخصیش در بانک ایران به حساب شخصیش در بانک مشترک‌المنافع سوئیس در ژنو تحت کد واژه «Sapia» منتقل‌شود.

### اتهام به قاچاق مواد مخدر
اشرف متهم شده بود که در قاچاق مواد مخدر دست دارد و منتقدین حکومت پهلوی او را با سازمان‌های جنایی بین‌المللی مرتبط می‌کردند. او همواره این شایعه را رد می‌کرد. در یکی از موارد، روزنامه لوموند، اشرف پهلوی را به قاچاق تریاک متهم کرد که باعث شد وی از آن روزنامه به دادگاه فرانسه شکایت کند و به حکم دادگاه برای ایراد افتراء از روزنامهٔ لوموند غرامت بگیرد. در آستانه بازدید محمدرضا شاه از پردیس دانشگاه برکلی کالیفرنیا، گروهی از دانشجویان ضدشاه مستقر در واشنگیتن نامه‌ای را از سازمان ناشناخته «فدراسیون بین‌المللی آموزش مواد مخدر» پخش کردند که خطاب به رئیس دانشگاه هشدار می‌داد شاه از قاچاقچیان مواد پول گرفته و خواهرش در فرانسه بابت قاچاق هروئین بازداشت شده است. وزارت امور خارجه آمریکا در پاسخ به این اتهامات کنسولگری ایران در سان‌فرانسیسکو همتای ایرانی خود را مطمئن ساخت اداره فدرال مواد مخدر آمریکا هرگز چیزی از این سازمان نشنیده و هیچ سابقه‌ای از منفعت تجاری شاه در تجارت مواد مخدر، یا چنین حادثه‌ای در خصوص شاهدخت اشرف ندارد. واشینگتن پست در یک اصلاحیه رسماً اذعان کرد «شواهد قابل توجهی» دربارهٔ گزارش‌ها در خصوص حمل مواد مخدر توسط اشرف در فرودگاه ژنو ندارد،

## زندگی شخصی

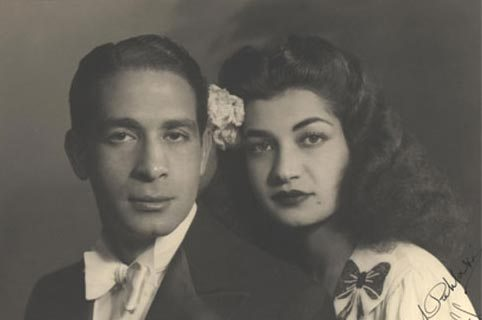
شاهدخت اشرف پهلوی در کنار همسر خود احمد شفیق

اشرف در سن ۱۷ سالگی به توصیهٔ پدرش رضاشاه پهلوی با علی قوام پسر قوام‌الملک شیرازی ازدواج کرد که بعد از شهریور ۱۳۲۰ این ازدواج به طلاق انجامید. ثمرهٔ آن هم پسری به‌نام شهرام پهلوی‌نیا بود.
در سال ۱۳۲۲ اشرف برای همراهی فوزیه عازم مصر شد که در آنجا با احمد شفیق آشنا شد، این آشنایی به ازدواج منجر شد که البته چند سالی بیشتر دوام نیافت و این زوج در سال ۱۳۲۹ یعنی نه سال پیش از طلاق رسمی یکدیگر را ترک کردند. ثمرهٔ این ازدواج دو فرزند به نام‌های شهریار شفیق (که پس از انقلاب ۱۳۵۷ ترور و کشته شد) و آزاده شفیق بود. احمد شفیق مدتی رئیس کل شرکت هواپیمائی کشوری می‌شود و بعدها به تجارت می‌پردازد و مدتی بعد بر اثر سرطان فوت می‌کند.
اشرف در دههٔ ۱۳۴۰ با جوان تحصیل‌کرده‌ای به نام مهدی بوشهری در پاریس ازدواج کرد.

## در هنر عامه

پرتره‌ای از شاهدخت اشرف پهلوی به سال ۱۹۶۴ میلادی، اثر آلخو ویدال کوادراس.

در سال ۱۹۷۷، اشرف پهلوی سوژهٔ یکی از کارهای اندی وارهول، از تأثیرگذارترین هنرمندان معاصر سده بیستم بود، که او را با لب‌هایی به رنگ قرمز براق و موهایی سیاه تصویر کرد.

## یادمان‌ها
- کتابخانه کالج وادهام دانشگاه آکسفورد تا پیش از انقلاب ۱۳۵۷ ایران به افتخار اشرف پهلوی نام‌گذاری شده بود. پس از انقلاب، نام کتابخانه به فردوسی تغییر داده‌شد.[۲۰]